# Batu Mekar
Batu Mekar is een bestuurslaag in het regentschap West-Lombok van de provincie West-Nusa Tenggara, Indonesië. Batu Mekar telt 8807 inwoners (volkstelling 2010).